# Чехия на летних Олимпийских играх 2016
Чехия на летних Олимпийских играх 2016 года была представлена 104 спортсменами в 19 видах спорта. На церемонии открытия Игр право нести национальный флаг было доверено чемпиону мира 2014 года дзюдоисту Лукашу Крпалеку, который в итоге стал единственным обладателем золотой медали на Играх 2016 года в составе сборной Чехии. На церемонии закрытия знаменосцем сборной стал гребец Йосеф Досталь, который на Играх в Рио-де-Жанейро стал двукратным призёром в гребле на байдарках. По итогам соревнований на счету чешских спортсменов было 1 золотая, 2 серебряные и 7 бронзовые медали, что позволило сборной Чехии занять 43-е место в неофициальном медальном зачёте.

## Медали
| Золото  |                                                    |                                                            |            |
| №       | Спортсмены                                         | Вид спорта (дисциплина)                                    | Дата       |
| 1       | Лукаш Крпалек                                      | Дзюдо (до 100 кг, мужчины)                                 | 11 августа |
| Серебро |                                                    |                                                            |            |
| №       | Спортсмены                                         | Вид спорта (дисциплина)                                    | Дата       |
| 1       | Йосеф Досталь                                      | Гребля на байдарках и каноэ (K-1, 1000 метров, мужчины)    | 16 августа |
| 2       | Ярослав Кулхави                                    | Велоспорт (кросс-кантри, мужчины)                          | 21 августа |
| Бронза  |                                                    |                                                            |            |
| №       | Спортсмены                                         | Вид спорта (дисциплина)                                    | Дата       |
| 1       | Иржи Прскавец                                      | Гребля на байдарках и каноэ (гребной слалом, K-1, мужчины) | 10 августа |
| 2       | Ондржей Сынек                                      | Академическая гребля (одиночки, мужчины)                   | 13 августа |
| 3       | Петра Квитова                                      | Теннис (одиночный разряд, женщины)                         | 13 августа |
| 4       | Луция Шафаржова Барбора Стрыцова                   | Теннис (парный разряд, женщины)                            | 13 августа |
| 5       | Радек Штепанек Люция Градецка                      | Теннис (микст)                                             | 14 августа |
| 6       | Барбора Шпотакова                                  | Лёгкая атлетика (метание копья, женщины)                   | 18 августа |
| 7       | Даниэль Гавел Лукаш Трефил Йосеф Досталь Ян Штерба | Гребля на байдарках и каноэ (K-4, 1000 метров, мужчины)    | 20 августа |

## Состав сборной
Академическая гребля
1. Ондржей Ветешник
2. Ян Ветешник
3. Мирослав Враштил
4. Лукаш Гелешиц
5. Иржи Копач
6. Якуб Подразил
7. Ондржей Сынек
8. Ленка Антошова
9. Мирослава Кнапкова
10. Кристина Фляйсснерова

 Бадминтон
1. Петр Коукал
2. Кристина Гавнхольт

 Борьба
Вольная борьба
1. Адела Ганзличкова

Велоспорт
 Шоссейный велоспорт
1. Ян Барта
2. Петр Вакоч
3. Леопольд Кёниг
4. Зденек Штыбар

 Трековый велоспорт
1. Павел Келемен

 Маунтинбайк
1. Ярослав Кулхави
2. Ондржей Цинк
3. Ян Шкарницль
4. Катержина Наш

 Гольф
1. Клара Шпилкова

Гребля на байдарках и каноэ
 Гребля на гладкой воде
1. Даниэль Гавел
2. Филип Дворжак
3. Йосеф Досталь
4. Ярослав Радонь
5. Лукаш Трефил
6. Мартин Фукса
7. Филип Шваб
8. Ян Штерба

 Гребной слалом
1. Витежслав Гебас
2. Йонаш Кашпар
3. Иржи Прскавец
4. Марек Шиндлер
5. Катаржина Кудеёва

 Дзюдо
1. Яромир Ежек
2. Лукаш Крпалек
3. Павел Петржиков

 Лёгкая атлетика
1. Ярослав Баба
2. Михал Балнер
3. Якуб Вадлейх
4. Витезслав Веселый
5. Лукаш Гдула
6. Адам Гельцелет
7. Якуб Голуша
8. Ян Кудличка
9. Павел Маслак
10. Лукаш Мелих
11. Петр Свобода
12. Иржи Сикора
13. Томаш Станек
14. Петр Фридрих
15. Радек Юшка
16. Эва Врабцова-Нывльтова
17. Михаэла Грубая
18. Анежка Драготова
19. Зузана Гейнова
20. Элишка Клучинова
21. Романа Малачова
22. Иржина Птачникова
23. Дениса Росолова
24. Катержина Цачова
25. Катержина Шафранкова
26. Барбора Шпотакова

 Настольный теннис
1. Дмитрий Прокопцов
2. Любомир Янкарик
3. Ивета Ваценковская
4. Хана Мателова

 Парусный спорт
1. Карел Лавицкий
2. Виктор Теплий
3. Вероника Козельска Фенцлова

 Плавание
1. Ян Мицка
2. Павел Янечек
3. Симона Баумртова
4. Барбора Завадова
5. Мартина Моравчикова
6. Яна Пеханова
7. Люцие Свецена
8. Барбора Симанова

 Пляжный волейбол
1. Барбора Германнова
2. Маркета Слукова

 Синхронное плавание
1. Сона Бернардова
2. Альжбета Дуфкова

 Современное пятиборье
1. Ян Куф
2. Давид Свобода

 Спортивная гимнастика
1. Давид Ессен

 Стрельба
1. Давид Костелецкий
2. Филип Непейхаль
3. Адела Брунс
4. Никола Мазурова
5. Либуше Ягодова

 Теннис
1. Лукаш Росол
2. Радек Штепанек
3. Андреа Главачкова
4. Луция Градецкая
5. Петра Квитова
6. Барбора Стрыцова
7. Луция Шафаржова

 Триатлон
1. Вендула Фринтова

 Тяжёлая атлетика
1. Квота 1

 Фехтование
1. Иржи Беран
2. Александр Шупенич

## Результаты соревнований

### Академическая гребля
В следующий раунд из каждого заезда проходят несколько лучших экипажей (в зависимости от дисциплины). В отборочный заезд попадают спортсмены, выбывшие в предварительном раунде. В финал A выходят 6 сильнейших экипажей, остальные разыгрывают места в утешительных финалах B-F.
Мужчины
| Соревнование         | Спортсмены                                               | Предварительный заезд | Предварительный заезд | Предварительный заезд | Отборочный заезд | Отборочный заезд | Отборочный заезд | Четвертьфинал | Четвертьфинал | Четвертьфинал | Полуфинал     | Полуфинал     | Полуфинал     | Финал   | Финал   | Итоговое место |
| Соревнование         | Спортсмены                                               | Заезд                 | Время                 | Место                 | Заезд            | Время            | Место            | Заезд         | Время         | Место         | Заезд         | Время         | Место         | Время   | Место   | Итоговое место |
| -------------------- | -------------------------------------------------------- | --------------------- | --------------------- | --------------------- | ---------------- | ---------------- | ---------------- | ------------- | ------------- | ------------- | ------------- | ------------- | ------------- | ------- | ------- | -------------- |
| одиночки             | Ондржей Сынек                                            | 5                     | 7:21,90               | 1 Q                   | не участвовал    | не участвовал    | не участвовал    | 2             | 6:50,51       | 2 Q           | Полуфинал A/B | Полуфинал A/B | Полуфинал A/B | Финал A | Финал A | 3              |
| одиночки             | Ондржей Сынек                                            | 5                     | 7:21,90               | 1 Q                   | не участвовал    | не участвовал    | не участвовал    | 2             | 6:50,51       | 2 Q           | 1             | 6:58,56       | 1 QA          | 6:44,10 | 3       | 3              |
| двойки               | Якуб Подразил Лукаш Гелешиц                              | 1                     | 6:42,71               | 3 Q                   | не участвовали   | не участвовали   | не участвовали   | не проводится | не проводится | не проводится | 2             | 6:32,85       | 6 QB          | Финал B | Финал B | 7              |
| двойки               | Якуб Подразил Лукаш Гелешиц                              | 1                     | 6:42,71               | 3 Q                   | не участвовали   | не участвовали   | не участвовали   | не проводится | не проводится | не проводится | 2             | 6:32,85       | 6 QB          | 7:00,04 | 1       | 7              |
| четвёрки, лёгкий вес | Ян Ветешник Ондржей Ветешник Иржи Копач Мирослав Враштил | 1                     | 6:39,95               | 5                     | 1                | 6:04,30          | 3 Q              | не проводится | не проводится | не проводится | 2             | 6:33,43       | 6 QB          | Финал   | Финал   | 12             |
| четвёрки, лёгкий вес | Ян Ветешник Ондржей Ветешник Иржи Копач Мирослав Враштил | 1                     | 6:39,95               | 5                     | 1                | 6:04,30          | 3 Q              | не проводится | не проводится | не проводится | 2             | 6:33,43       | 6 QB          | 6:43,52 | 6       | 12             |

Женщины
| Соревнование  | Спортсмены                           | Предварительный заезд | Предварительный заезд | Предварительный заезд | Отборочный заезд | Отборочный заезд | Отборочный заезд | Четвертьфинал | Четвертьфинал | Четвертьфинал | Полуфинал     | Полуфинал     | Полуфинал     | Финал   | Финал   | Итоговое место |
| Соревнование  | Спортсмены                           | Заезд                 | Время                 | Место                 | Заезд            | Время            | Место            | Заезд         | Время         | Место         | Заезд         | Время         | Место         | Время   | Место   | Итоговое место |
| ------------- | ------------------------------------ | --------------------- | --------------------- | --------------------- | ---------------- | ---------------- | ---------------- | ------------- | ------------- | ------------- | ------------- | ------------- | ------------- | ------- | ------- | -------------- |
| одиночки      | Мирослава Кнапкова                   | 5                     | 8:28,90               | 2 Q                   | не участвовала   | не участвовала   | не участвовала   | 1             | 7:37,04       | 2 Q           | Полуфинал A/B | Полуфинал A/B | Полуфинал A/B | Финал B | Финал B | 7              |
| одиночки      | Мирослава Кнапкова                   | 5                     | 8:28,90               | 2 Q                   | не участвовала   | не участвовала   | не участвовала   | 1             | 7:37,04       | 2 Q           | 2             | 7:47,53       | 4 QB          | 7:22,86 | 1       | 7              |
| двойки парные | Кристина Фляйсснерова Ленка Антошова | 3                     | 7:35,85               | 4                     | 1                | 7:03,68          | 3 Q              | не проводится | не проводится | не проводится | 2             | 7:03,79       | 6 QB          | Финал B | Финал B | 10             |
| двойки парные | Кристина Фляйсснерова Ленка Антошова | 3                     | 7:35,85               | 4                     | 1                | 7:03,68          | 3 Q              | не проводится | не проводится | не проводится | 2             | 7:03,79       | 6 QB          | 7:43,77 | 4       | 10             |

### Бадминтон
Одиночный разряд
| Соревнование | Спортсмены         | Групповой этап                      | Групповой этап                     | Групповой этап | 1/8 финала            | 1/4 финала            | 1/2 финала            | Финал                 | Итоговое место |
| Соревнование | Спортсмены         | 1 матч                              | 2 матч                             | Место          | 1/8 финала            | 1/4 финала            | 1/2 финала            | Финал                 | Итоговое место |
| ------------ | ------------------ | ----------------------------------- | ---------------------------------- | -------------- | --------------------- | --------------------- | --------------------- | --------------------- | -------------- |
| мужчины      | Петр Коукал        | Группа                              | Группа                             | Группа         | Завершил выступление  | Завершил выступление  | Завершил выступление  | Завершил выступление  | 17             |
| мужчины      | Петр Коукал        | GBRР. Усеф П 14:21, 18:21           | JPNС. Сасаки П 10:21, 21:16, 12:21 | 3              | Завершил выступление  | Завершил выступление  | Завершил выступление  | Завершил выступление  | 17             |
| женщины      | Кристина Гавнхольт | Группа                              | Группа                             | Группа         | Завершила выступление | Завершила выступление | Завершила выступление | Завершила выступление | 17             |
| женщины      | Кристина Гавнхольт | JPNА. Ямагути П 22:20, 12:21, 15:21 | MASТи Цзинъи П 20:22, 15:21        | 3              | Завершила выступление | Завершила выступление | Завершила выступление | Завершила выступление | 17             |

### Борьба
В соревнованиях по борьбе, как и на предыдущих трёх Играх, будет разыгрываться 18 комплектов наград. По 6 у мужчин в вольной и греко-римской борьбе и 6 у женщин в вольной борьбе. Турнир пройдёт по олимпийской системе с выбыванием. В утешительный раунд попадают участники, проигравшие в своих поединках будущим финалистам соревнований. Каждый поединок состоит из двух раундов по 3 минуты, победителем становится спортсмен, набравший большее количество технических очков. По окончании схватки, в зависимости от результатов спортсменам начисляются классификационные очки.
Женщины
Вольная борьба
| Соревнование | Спортсмены        | Первый раунд       | 1/8 финала         | Четвертьфинал      | Полуфинал          | Финал              | Место |
| Соревнование | Спортсмены        | Соперник Результат | Соперник Результат | Соперник Результат | Соперник Результат | Соперник Результат | Место |
| ------------ | ----------------- | ------------------ | ------------------ | ------------------ | ------------------ | ------------------ | ----- |
| до 63 кг     | Адела Ганзличкова |                    |                    |                    |                    |                    |       |

### Велоспорт

#### Шоссейный велоспорт
Мужчины
| Соревнование     | Спортсмены     | Время      | Место | Отставание |
| ---------------- | -------------- | ---------- | ----- | ---------- |
| групповая гонка  | Петр Вакоч     | 6:30:05    | 58    | +20:00     |
| групповая гонка  | Ян Барта       | DNF        | DNF   | DNF        |
| групповая гонка  | Леопольд Кёниг | DNF        | DNF   | DNF        |
| групповая гонка  | Зденек Штыбар  | DNF        | DNF   | DNF        |
| раздельная гонка | Леопольд Кёниг | 1:15:23,64 | 11    | +3:08,22   |
| раздельная гонка | Ян Барта       | 1:15:56,91 | 15    | +3:41,49   |

#### Трековый велоспорт
Спринт
| Соревнование | Спортсмены    | Квалификация   | Квалификация | Раунд 1                 | Утешительный заезд       | Раунд 2                 | Утешительный заезд       | Четвертьфинал           | Полуфинал               | Финал                    | Место |
| Соревнование | Спортсмены    | Время Скорость | Место        | Соперник Время Скорость | Соперники Время Скорость | Соперник Время Скорость | Соперники Время Скорость | Соперник Время Скорость | Соперник Время Скорость | Соперники Время Скорость | Место |
| ------------ | ------------- | -------------- | ------------ | ----------------------- | ------------------------ | ----------------------- | ------------------------ | ----------------------- | ----------------------- | ------------------------ | ----- |
| мужчины      | Павел Келемен |                |              |                         |                          |                         |                          |                         |                         |                          |       |

Кейрин
| Соревнование | Спортсмены    | Первый раунд | Первый раунд | Утешительный заезд | Утешительный заезд | Второй раунд | Второй раунд | Финал | Итоговое место |
| Соревнование | Спортсмены    | Заезд        | Место        | Заезд              | Место              | Заезд        | Место        | Место | Итоговое место |
| ------------ | ------------- | ------------ | ------------ | ------------------ | ------------------ | ------------ | ------------ | ----- | -------------- |
| мужчины      | Павел Келемен |              |              |                    |                    |              |              |       |                |

#### Маунтинбайк
Мужчины
| Соревнование | Спортсмены      | Время | Место | Отставание |
| ------------ | --------------- | ----- | ----- | ---------- |
| кросс-кантри | Ярослав Кулхави |       |       |            |
| кросс-кантри | Ондржей Цинк    |       |       |            |
| кросс-кантри | Ян Шкарницль    |       |       |            |

Женщины
| Соревнование | Спортсмены    | Время | Место | Отставание |
| ------------ | ------------- | ----- | ----- | ---------- |
| кросс-кантри | Катержина Наш |       |       |            |

### Водные виды спорта

#### Плавание
В следующий раунд на каждой дистанции проходят спортсмены, показавшие лучший результат, независимо от места, занятого в своём заплыве.
Мужчины
| Дистанция                        | Спортсмены   | Предварительный раунд | Предварительный раунд | Предварительный раунд | Полуфинал     | Полуфинал     | Полуфинал     | Финал                | Финал                |
| Дистанция                        | Спортсмены   | Заплыв                | Результат             | Место                 | Заплыв        | Результат     | Место         | Результат            | Место                |
| -------------------------------- | ------------ | --------------------- | --------------------- | --------------------- | ------------- | ------------- | ------------- | -------------------- | -------------------- |
| 400 метров вольным стилем        | Ян Мицка     | 4                     | 3:49,97               | 29                    | не проводится | не проводится | не проводится | завершил выступление | завершил выступление |
| 1500 метров вольным стилем       | Ян Мицка     | 4                     | 14:58,69              | 12                    | не проводится | не проводится | не проводится | завершил выступление | завершил выступление |
| 400 метров комплексным плаванием | Павел Янечек | 2                     | 4:22,09               | 24                    | не проводится | не проводится | не проводится | завершил выступление | завершил выступление |

Женщины
| Дистанция                        | Спортсмены                                                          | Предварительный раунд | Предварительный раунд | Предварительный раунд | Полуфинал             | Полуфинал             | Полуфинал             | Финал                 | Финал                 |
| Дистанция                        | Спортсмены                                                          | Заплыв                | Результат             | Место                 | Заплыв                | Результат             | Место                 | Результат             | Место                 |
| -------------------------------- | ------------------------------------------------------------------- | --------------------- | --------------------- | --------------------- | --------------------- | --------------------- | --------------------- | --------------------- | --------------------- |
| 200 метров вольным стилем        | Барбора Симанова                                                    | 2                     | 2:00,26               | 31                    | завершила выступление | завершила выступление | завершила выступление | завершила выступление | завершила выступление |
| 100 метров баттерфляем           | Люцие Свецена                                                       | 3                     | 59,45                 | 27                    | завершила выступление | завершила выступление | завершила выступление | завершила выступление | завершила выступление |
| 100 метров на спине              | Симона Баумртова                                                    | 3                     | 1:01,08               | 17                    | завершила выступление | завершила выступление | завершила выступление | завершила выступление | завершила выступление |
| 200 метров на спине              | Симона Баумртова                                                    | 1                     | 2:13,26               | 23                    | завершила выступление | завершила выступление | завершила выступление | завершила выступление | завершила выступление |
| 100 метров брассом               | Мартина Моравчикова                                                 | 3                     | 1:08,50               | 26                    | завершила выступление | завершила выступление | завершила выступление | завершила выступление | завершила выступление |
| 200 метров брассом               | Мартина Моравчикова                                                 | 3                     | 2:27,51               | 18                    | завершила выступление | завершила выступление | завершила выступление | завершила выступление | завершила выступление |
| 200 метров комплексным плаванием | Барбора Завадова                                                    | 3                     | 2:14,45               | 21                    | завершила выступление | завершила выступление | завершила выступление | завершила выступление | завершила выступление |
| 200 метров комплексным плаванием | Симона Баумртова                                                    | 1                     | 2:17,21               | 36                    | завершила выступление | завершила выступление | завершила выступление | завершила выступление | завершила выступление |
| 400 метров комплексным плаванием | Барбора Завадова                                                    | 4                     | 4:38,53               | 14                    | не проводится         | не проводится         | не проводится         | завершила выступление | завершила выступление |
| Эстафета                         | Предварительный раунд                                               | Предварительный раунд | Предварительный раунд | Предварительный раунд | Финал                 | Финал                 | Финал                 | Финал                 | Финал                 |
| Эстафета                         | Состав                                                              | Заплыв                | Результат             | Место                 | Состав                | Состав                | Состав                | Результат             | Место                 |
| 4×100 метров комбинированная     | Симона Баумртова Мартина Моравчикова Барбора Симанова Люцие Свецена | 2                     | DSQ                   | DSQ                   | завершили выступление | завершили выступление | завершили выступление | завершили выступление | завершили выступление |

Открытая вода
| Дистанция     | Спортсмены   | Результат | Место | Отставание |
| ------------- | ------------ | --------- | ----- | ---------- |
| 10 километров | Яна Пеханова | 1:59:07,7 | 19    | +2:35,6    |

#### Синхронное плавание
По итогам квалификационного раунда в соревнованиях дуэтов в финал проходят 12 сильнейших сборных. В финале синхронистки исполняют только произвольную программу. Итоговая сумма складывается из результатов финальной произвольной программы и баллов, полученных дуэтами за техническую программу, исполненную в квалификационном раунде.
| Соревнование | Спортсмены                       | Квалификация          | Квалификация          | Квалификация           | Квалификация           | Квалификация | Квалификация | Финал                  | Финал                  | Итоговый результат    | Итоговый результат |
| Соревнование | Спортсмены                       | Техническая программа | Техническая программа | Произвольная программа | Произвольная программа | Всего        | Всего        | Произвольная программа | Произвольная программа | Итоговый результат    | Итоговый результат |
| Соревнование | Спортсмены                       | Баллы                 | Место                 | Баллы                  | Место                  | Баллы        | Место        | Баллы                  | Место                  | Баллы                 | Место              |
| ------------ | -------------------------------- | --------------------- | --------------------- | ---------------------- | ---------------------- | ------------ | ------------ | ---------------------- | ---------------------- | --------------------- | ------------------ |
| дуэты        | Сона Бернардова Альжбета Дуфкова | 80,0640               | 18                    | 80,5333                | 16                     | 160,5973     | 18           | Завершили выступление  | Завершили выступление  | Завершили выступление | 18                 |

### Волейбол

#### Пляжный волейбол
Женщины
| Соревнование | Спортсмены                         | Групповой этап                           | Групповой этап                               | Групповой этап                              | Групповой этап | Групповой этап                                   | 1/8 финала            | Четвертьфинал         | Полуфинал             | Финал                 | Место |
| Соревнование | Спортсмены                         | Соперники Счёт                           | Соперники Счёт                               | Соперники Счёт                              | Место          | Соперники Счёт                                   | Соперники Счёт        | Соперники Счёт        | Соперники Счёт        | Соперники Счёт        | Место |
| ------------ | ---------------------------------- | ---------------------------------------- | -------------------------------------------- | ------------------------------------------- | -------------- | ------------------------------------------------ | --------------------- | --------------------- | --------------------- | --------------------- | ----- |
| женщины      | Барбора Германнова Маркета Слукова | Группа B                                 | Группа B                                     | Группа B                                    | Группа B       | Стыковой матч                                    | Завершили выступление | Завершили выступление | Завершили выступление | Завершили выступление | 17    |
| женщины      | Барбора Германнова Маркета Слукова | BRAАгата / Барбара П 21:19, 17:21, 11:15 | ESPЭ. Бакерисо / Л. Фернандес П 15:21, 19:21 | ARGА. Гальяй / Д. Клуг В 13:21, 21:19, 15:8 | 3              | RUSЕ. Бирлова / Е. Уколова П 19:21, 21:12, 10:15 | Завершили выступление | Завершили выступление | Завершили выступление | Завершили выступление | 17    |

### Гимнастика

#### Спортивная гимнастика
В квалификационном раунде проходил отбор, как в финал командного многоборья, так и в финалы личных дисциплин. В финал индивидуального многоборья отбиралось 24 спортсмена с наивысшими результатами, а в финалы отдельных упражнений по 8 спортсменов, причём в финале личных дисциплин страна не могла быть представлена более, чем 2 спортсменами. В командном многоборье в квалификации на каждом снаряде выступали по 4 спортсмена, а в зачёт шли три лучших результата. В финале командных соревнований на каждом снаряде выступало по три спортсмена и все три результата шли в зачёт.
Мужчины
Многоборья
| Соревнование      | Спортсмены  | Квалификация        | Квалификация | Квалификация | Квалификация   | Квалификация        | Квалификация | Квалификация | Квалификация | Финал                | Финал                | Финал                | Финал                | Финал                | Финал                | Финал                | Финал                |
| Соревнование      | Спортсмены  | Вольные выступления | Конь         | Кольца       | Опорный прыжок | Параллельные брусья | Перекладина  | Всего        | Место        | Вольные выступления  | Конь                 | Кольца               | Опорный прыжок       | Параллельные брусья  | Перекладина          | Всего                | Место                |
| ----------------- | ----------- | ------------------- | ------------ | ------------ | -------------- | ------------------- | ------------ | ------------ | ------------ | -------------------- | -------------------- | -------------------- | -------------------- | -------------------- | -------------------- | -------------------- | -------------------- |
| личное многоборье | Давид Ессен | 12,233              | 12,166       | 13,366       | 14,500         | 13,100              | 14,316       | 79,681       | 47           | Завершил выступление | Завершил выступление | Завершил выступление | Завершил выступление | Завершил выступление | Завершил выступление | Завершил выступление | Завершил выступление |

Индивидуальные упражнения
| Соревнование        | Спортсмены  | Квалификация | Квалификация | Финал                | Финал                |
| Соревнование        | Спортсмены  | Очки         | Место        | Очки                 | Место                |
| ------------------- | ----------- | ------------ | ------------ | -------------------- | -------------------- |
| вольные упражнения  | Давид Ессен | 12,233       | 70           | Завершил выступление | Завершил выступление |
| конь                | Давид Ессен | 12,166       | 68           | Завершил выступление | Завершил выступление |
| кольца              | Давид Ессен | 13,366       | 64           | Завершил выступление | Завершил выступление |
| параллельные брусья | Давид Ессен | 13,100       | 62           | Завершил выступление | Завершил выступление |
| перекладина         | Давид Ессен | 14,316       | 35           | Завершил выступление | Завершил выступление |

### Гольф
Последний раз соревнования по гольфу в рамках Олимпийских игр проходили в 1904 году. Соревнования гольфистов пройдут на 18-луночном поле, со счётом 72 пар. Каждый участник пройдёт все 18 лунок по 4 раза.
Женщины
| Соревнование | Спортсмены     | Первый раунд | Первый раунд | Второй раунд | Второй раунд | Третий раунд | Третий раунд | Четвёртый раунд | Четвёртый раунд | Итоговый результат | Итоговое место |
| Соревнование | Спортсмены     | Очки         | Место        | Очки         | Место        | Очки         | Место        | Очки            | Место           | Итоговый результат | Итоговое место |
| ------------ | -------------- | ------------ | ------------ | ------------ | ------------ | ------------ | ------------ | --------------- | --------------- | ------------------ | -------------- |
| женщины      | Клара Шпилкова |              |              |              |              |              |              |                 |                 |                    |                |

### Гребля на байдарках и каноэ

#### Гребля на гладкой воде
Соревнования по гребле на байдарках и каноэ на гладкой воде проходят в лагуне Родригу-ди-Фрейташ, которая находится на территории города Рио-де-Жанейро. В каждой дисциплине соревнования проходят в три этапа: предварительный раунд, полуфинал и финал.
Мужчины
| Соревнование                   | Спортсмены                                         | Предварительный раунд | Предварительный раунд | Предварительный раунд | Полуфинал | Полуфинал | Полуфинал | Финал | Финал | Итоговое место |
| Соревнование                   | Спортсмены                                         | Заплыв                | Время                 | Место                 | Заплыв    | Время     | Место     | Время | Место | Итоговое место |
| ------------------------------ | -------------------------------------------------- | --------------------- | --------------------- | --------------------- | --------- | --------- | --------- | ----- | ----- | -------------- |
| байдарки-одиночки, 200 метров  | Филип Шваб                                         |                       |                       |                       |           |           |           |       |       |                |
| байдарки-одиночки, 1000 метров | Йосеф Досталь                                      |                       |                       |                       |           |           |           |       |       |                |
| байдарки-двойки, 1000 метров   | Даниэль Гавел Ян Штерба                            |                       |                       |                       |           |           |           |       |       |                |
| байдарки-четвёрки, 1000 метров | Даниэль Гавел Лукаш Трефил Йосеф Досталь Ян Штерба |                       |                       |                       |           |           |           |       |       |                |
| каноэ-одиночки, 200 метров     | Мартин Фукса                                       |                       |                       |                       |           |           |           |       |       |                |
| каноэ-одиночки, 1000 метров    | Мартин Фукса                                       |                       |                       |                       |           |           |           |       |       |                |
| каноэ-двойки, 1000 метров      | Филип Дворжак Ярослав Радонь                       |                       |                       |                       |           |           |           |       |       |                |

#### Гребной слалом
Квалификационный раунд проходит в две попытки. Результат в каждой попытке складывается из времени, затраченного на прохождение трассы и суммы штрафных очков, которые спортсмен получает за неправильное прохождение ворот. Одно штрафное очко равняется одной секунде. Из 2 попыток выбирается лучший результат, по результатам которых, выявляются спортсмены с наименьшим количеством очков, которые проходят в следующий раунд. В полуфинале гребцы выполняют по одной попытке. В финал проходят 8 спортсменов с наименьшим результатом.
Мужчины
| Соревнование      | Спортсмены                 | Предварительный этап | Предварительный этап | Предварительный этап | Предварительный этап | Предварительный этап | Предварительный этап | Предварительный этап | Полуфинал | Полуфинал | Полуфинал | Полуфинал | Финал  | Финал | Финал  | Финал |
| Соревнование      | Спортсмены                 | 1 попытка            | 1 попытка            | 1 попытка            | 2 попытка            | 2 попытка            | 2 попытка            | Место                | Полуфинал | Полуфинал | Полуфинал | Полуфинал | Финал  | Финал | Финал  | Финал |
| Соревнование      | Спортсмены                 | Время                | Штраф                | Итог                 | Время                | Штраф                | Итог                 | Место                | Время     | Штраф     | Итог      | Место     | Время  | Штраф | Итог   | Место |
| ----------------- | -------------------------- | -------------------- | -------------------- | -------------------- | -------------------- | -------------------- | -------------------- | -------------------- | --------- | --------- | --------- | --------- | ------ | ----- | ------ | ----- |
| байдарки-одиночки | Иржи Прскавец              | 86,71                | 2                    | 88,71                | 101,18               | 0                    | 101,18               | 7 Q                  | 90,62     | 0         | 90,62     | 2 Q       | 86,99  | 2     | 88,99  | 3     |
| каноэ-одиночки    | Витежслав Гебас            | 105,92               | 4                    | 109,92               | 102,78               | 0                    | 102,78               | 14 Q                 | 98,77     | 0         | 98,77     | 5 Q       | 97,57  | 0     | 97,57  | 4     |
| каноэ-двойки      | Йонаш Кашпар Марек Шиндлер | 104,32               | 0                    | 104,32               | 99,43                | 4                    | 103,43               | 4 Q                  | 104,09    | 4         | 108,09    | 2 Q       | 104,35 | 4     | 108,35 | 8     |

Женщины
| Соревнование      | Спортсмены        | Предварительный этап | Предварительный этап | Предварительный этап | Предварительный этап | Предварительный этап | Предварительный этап | Предварительный этап | Полуфинал | Полуфинал | Полуфинал | Полуфинал | Финал  | Финал | Финал  | Финал |
| Соревнование      | Спортсмены        | 1 попытка            | 1 попытка            | 1 попытка            | 2 попытка            | 2 попытка            | 2 попытка            | Место                | Полуфинал | Полуфинал | Полуфинал | Полуфинал | Финал  | Финал | Финал  | Финал |
| Соревнование      | Спортсмены        | Время                | Штраф                | Итог                 | Время                | Штраф                | Итог                 | Место                | Время     | Штраф     | Итог      | Место     | Время  | Штраф | Итог   | Место |
| ----------------- | ----------------- | -------------------- | -------------------- | -------------------- | -------------------- | -------------------- | -------------------- | -------------------- | --------- | --------- | --------- | --------- | ------ | ----- | ------ | ----- |
| байдарки-одиночки | Катаржина Кудеёва | 100,06               | 2                    | 102,06               | 98,10                | 8                    | 106,10               | 5 Q                  | 103,78    | 0         | 103,78    | 4 Q       | 106,76 | 2     | 108,76 | 10    |

### Дзюдо
Соревнования по дзюдо проводились по системе с выбыванием. В утешительные раунды попадали спортсмены, проигравшие полуфиналистам турнира. Два спортсмена, одержавших победу в утешительном раунде, в поединке за бронзу сражались с дзюдоистами, проигравшими в полуфинале.
Мужчины
| Категория | Спортсмены      | 1/32 финала             | 1/16 финала             | 1/8 финала              | Четвертьфинал          | Полуфинал            | Финал                   | Место |
| Категория | Спортсмены      | Соперник Результат      | Соперник Результат      | Соперник Результат      | Соперник Результат     | Соперник Результат   | Соперник Результат      | Место |
| --------- | --------------- | ----------------------- | ----------------------- | ----------------------- | ---------------------- | -------------------- | ----------------------- | ----- |
| до 60 кг  | Павел Петржиков | Не участвовал           | BOTГ. Могопа В 110:000  | JPNН. Такато П 000:100  | Завершил выступление   | Завершил выступление | Завершил выступление    | 9     |
| до 73 кг  | Яромир Ежек     | CUBМ. Эстрада П 002:010 | Завершил выступление    | Завершил выступление    | Завершил выступление   | Завершил выступление | Завершил выступление    | 33    |
| до 100 кг | Лукаш Крпалек   | Не участвовал           | PORЖ. Фонсека В 010:001 | KAZМ. Раков В 0000:0001 | JPNР. Хага В 0000:0001 | FRAС. Маре В 100:000 | AZEЭ. Гасымов В 100:000 | 1     |

### Лёгкая атлетика
Мужчины
Беговые дисциплины
| Дисциплина                    | Спортсмен    | Предварительный раунд | Предварительный раунд | Предварительный раунд | Четвертьфиналы | Четвертьфиналы | Четвертьфиналы | Полуфиналы | Полуфиналы | Полуфиналы | Финал | Финал |
| Дисциплина                    | Спортсмен    | Забег                 | Время                 | Место                 | Забег          | Время          | Место          | Забег      | Время      | Место      | Время | Место |
| ----------------------------- | ------------ | --------------------- | --------------------- | --------------------- | -------------- | -------------- | -------------- | ---------- | ---------- | ---------- | ----- | ----- |
| бег на 400 метров             | Павел Маслак |                       |                       |                       | не проводится  | не проводится  | не проводится  |            |            |            |       |       |
| бег на 1500 метров            | Якуб Голуша  |                       |                       |                       | не проводится  | не проводится  | не проводится  |            |            |            |       |       |
| бег на 110 метров с барьерами | Петр Свобода |                       |                       |                       | не проводится  | не проводится  | не проводится  |            |            |            |       |       |

Шоссейные дисциплины
| Дисциплина              | Спортсмен   | Время | Место | Отставание |
| ----------------------- | ----------- | ----- | ----- | ---------- |
| ходьба на 50 километров | Лукаш Гдула |       |       |            |

Технические дисциплины
| Дисциплина      | Спортсмен         | Квалификация | Квалификация | Финал     | Финал |
| Дисциплина      | Спортсмен         | Результат    | Место        | Результат | Место |
| --------------- | ----------------- | ------------ | ------------ | --------- | ----- |
| прыжок в длину  | Радек Юшка        |              |              |           |       |
| прыжок в высоту | Ярослав Баба      |              |              |           |       |
| прыжок с шестом | Михал Балнер      |              |              |           |       |
| прыжок с шестом | Ян Кудличка       |              |              |           |       |
| толкание ядра   | Томаш Станек      |              |              |           |       |
| метание копья   | Витезслав Веселый |              |              |           |       |
| метание копья   | Якуб Вадлейх      |              |              |           |       |
| метание копья   | Петр Фридрих      |              |              |           |       |
| метание молота  | Лукаш Мелих       |              |              |           |       |

Многоборье
| Дисциплина  | Спортсмен      | Параметр  | 100 м | длина | ядро | высота | 400 м | 110 м с/б | диск | шест | копьё | 1500 м | Всего очков | Итоговое место |
| ----------- | -------------- | --------- | ----- | ----- | ---- | ------ | ----- | --------- | ---- | ---- | ----- | ------ | ----------- | -------------- |
| десятиборье | Адам Гельцелет | Результат |       |       |      |        |       |           |      |      |       |        |             |                |
| десятиборье | Адам Гельцелет | Очки      |       |       |      |        |       |           |      |      |       |        |             |                |
| десятиборье | Адам Гельцелет | Место     |       |       |      |        |       |           |      |      |       |        |             |                |
| десятиборье | Иржи Сикора    | Результат |       |       |      |        |       |           |      |      |       |        |             |                |
| десятиборье | Иржи Сикора    | Очки      |       |       |      |        |       |           |      |      |       |        |             |                |
| десятиборье | Иржи Сикора    | Место     |       |       |      |        |       |           |      |      |       |        |             |                |

Женщины
Беговые дисциплины
| Дисциплина                    | Спортсмен       | Предварительный раунд | Предварительный раунд | Предварительный раунд | Четвертьфиналы | Четвертьфиналы | Четвертьфиналы | Полуфиналы | Полуфиналы | Полуфиналы | Финал | Финал |
| Дисциплина                    | Спортсмен       | Забег                 | Время                 | Место                 | Забег          | Время          | Место          | Забег      | Время      | Место      | Время | Место |
| ----------------------------- | --------------- | --------------------- | --------------------- | --------------------- | -------------- | -------------- | -------------- | ---------- | ---------- | ---------- | ----- | ----- |
| бег на 400 метров с барьерами | Зузана Гейнова  |                       |                       |                       | не проводится  | не проводится  | не проводится  |            |            |            |       |       |
| бег на 400 метров с барьерами | Дениса Росолова |                       |                       |                       | не проводится  | не проводится  | не проводится  |            |            |            |       |       |

Шоссейные дисциплины
| Дисциплина              | Спортсмен              | Время | Место | Отставание |
| ----------------------- | ---------------------- | ----- | ----- | ---------- |
| марафон                 | Эва Врабцова-Нывльтова |       |       |            |
| ходьба на 20 километров | Анежка Драготова       |       |       |            |

Технические дисциплины
| Дисциплина      | Спортсмен            | Квалификация | Квалификация | Финал     | Финал |
| Дисциплина      | Спортсмен            | Результат    | Место        | Результат | Место |
| --------------- | -------------------- | ------------ | ------------ | --------- | ----- |
| прыжок в высоту | Михаэла Грубая       |              |              |           |       |
| прыжок с шестом | Иржина Птачникова    |              |              |           |       |
| прыжок с шестом | Романа Малачова      |              |              |           |       |
| метание копья   | Барбора Шпотакова    |              |              |           |       |
| метание молота  | Катержина Шафранкова |              |              |           |       |

Многоборье
| Дисциплина | Спортсмен        | Параметр  | 100 м с/б | высота | ядро | 200 м | длина | копьё | 800 м | Всего очков | Итоговое место |
| ---------- | ---------------- | --------- | --------- | ------ | ---- | ----- | ----- | ----- | ----- | ----------- | -------------- |
| семиборье  | Катержина Цачова | Результат |           |        |      |       |       |       |       |             |                |
| семиборье  | Катержина Цачова | Очки      |           |        |      |       |       |       |       |             |                |
| семиборье  | Катержина Цачова | Место     |           |        |      |       |       |       |       |             |                |
| семиборье  | Элишка Клучинова | Результат |           |        |      |       |       |       |       |             |                |
| семиборье  | Элишка Клучинова | Очки      |           |        |      |       |       |       |       |             |                |
| семиборье  | Элишка Клучинова | Место     |           |        |      |       |       |       |       |             |                |

### Настольный теннис
Соревнования по настольному теннису проходили по системе плей-офф. Каждый матч продолжается до тех пор, пока один из теннисистов не выигрывает 4 партии. Сильнейшие 16 спортсменов начинали соревнования с третьего раунда, следующие 16 по рейтингу стартовали со второго раунда.
Мужчины
| Соревнование     | Спортсмены        | Квалификация       | Первый раунд        | Второй раунд         | Третий раунд         | 1/8 финала           | 1/4 финала           | Полуфинал            | Финал                |
| Соревнование     | Спортсмены        | Соперник Результат | Соперник Результат  | Соперник Результат   | Соперник Результат   | Соперник Результат   | Соперник Результат   | Соперник Результат   | Соперник Результат   |
| ---------------- | ----------------- | ------------------ | ------------------- | -------------------- | -------------------- | -------------------- | -------------------- | -------------------- | -------------------- |
| одиночный разряд | Дмитрий Прокопцов | Не участвовал      | NGRС. Ториола П 2:4 | Завершил выступление | Завершил выступление | Завершил выступление | Завершил выступление | Завершил выступление | Завершил выступление |
| одиночный разряд | Любомир Янкарик   | Не участвовал      | UZBЗ. Кенжаев П 2:4 | Завершил выступление | Завершил выступление | Завершил выступление | Завершил выступление | Завершил выступление | Завершил выступление |

Женщины
| Соревнование     | Спортсмены         | Квалификация       | Первый раунд       | Второй раунд             | Третий раунд          | 1/8 финала            | 1/4 финала            | Полуфинал             | Финал                 |
| Соревнование     | Спортсмены         | Соперник Результат | Соперник Результат | Соперник Результат       | Соперник Результат    | Соперник Результат    | Соперник Результат    | Соперник Результат    | Соперник Результат    |
| ---------------- | ------------------ | ------------------ | ------------------ | ------------------------ | --------------------- | --------------------- | --------------------- | --------------------- | --------------------- |
| одиночный разряд | Ивета Ваценковская | Не участвовала     | COLЛ. Руано В 4:0  | UKRТ. Биленко (26) П 0:4 | Завершила выступление | Завершила выступление | Завершила выступление | Завершила выступление | Завершила выступление |
| одиночный разряд | Хана Мателова      | Не участвовала     | CANЧжан Мо П 3:4   | Завершила выступление    | Завершила выступление | Завершила выступление | Завершила выступление | Завершила выступление | Завершила выступление |

### Парусный спорт
Соревнования по парусному спорту в каждом из классов состояли из 10 или 12 гонок. Каждую гонку спортсмены начинали с общего старта. Победителем становился экипаж, первым пересекший финишную черту. Количество очков, идущих в общий зачёт, соответствовало занятому командой месту. 10 лучших экипажей по результатам предварительных заплывов попадали в медальную гонку, результаты которой также шли в общий зачёт. В медальной гонке, очки, полученные экипажем удваивались. В случае если участник соревнований не смог завершить гонку ему начислялось количество очков, равное количеству участников плюс один. При итоговом подсчёте очков не учитывался худший результат, показанный экипажем в одной из гонок. Сборная, набравшая наименьшее количество очков, становится олимпийским чемпионом.
Мужчины
| Класс | Спортсмены     | Гонка | Гонка | Гонка | Гонка | Гонка  | Гонка | Гонка | Гонка  | Гонка | Гонка  | Гонка         | Гонка         | Гонка         | Очки | Место |
| Класс | Спортсмены     | 1     | 2     | 3     | 4     | 5      | 6     | 7     | 8      | 9     | 10     | 11            | 12            | M             | Очки | Место |
| ----- | -------------- | ----- | ----- | ----- | ----- | ------ | ----- | ----- | ------ | ----- | ------ | ------------- | ------------- | ------------- | ---- | ----- |
| RS:X  | Карел Лавицкий | 26    | 30    | 30    | 30    | 37 DNF | 25    | 24    | 37 DNF | 29    | 37 DNF | 25            | 31            | не участвовал | 324  | 31    |
| Лазер | Виктор Теплий  | 29    | 18    | 30    | 19    | 13     | 23    | 29    | 29     | 32    | 34     | не проводится | не проводится | не участвовал | 222  | 28    |

Женщины
| Класс        | Спортсмены | Гонка | Гонка | Гонка | Гонка | Гонка | Гонка | Гонка | Гонка | Гонка | Гонка | Гонка         | Гонка         | Гонка | Очки | Место |
| Класс        | Спортсмены | 1     | 2     | 3     | 4     | 5     | 6     | 7     | 8     | 9     | 10    | 11            | 12            | M     | Очки | Место |
| ------------ | ---------- | ----- | ----- | ----- | ----- | ----- | ----- | ----- | ----- | ----- | ----- | ------------- | ------------- | ----- | ---- | ----- |
| Лазер Радиал |            |       |       |       |       |       |       |       |       |       |       | не проводится | не проводится |       |      |       |

### Современное пятиборье
Современное пятиборье включает в себя: стрельбу, плавание, фехтование, верховую езду и бег. Как и на предыдущих Играх бег и стрельба были объединены в один вид — комбайн. В комбайне спортсмены стартовали с гандикапом, набранным за предыдущие три дисциплины (4 очка = 1 секунда). Олимпийским чемпионом становится спортсмен, который пересекает финишную линию первым.
Мужчины
| Соревнование      | Спортсмены    | Фехтование | Фехтование | Фехтование | Плавание | Плавание | Плавание | Верховая езда | Верховая езда | Верховая езда | Комбайн | Комбайн | Комбайн | Всего     | Всего |
| Соревнование      | Спортсмены    | Побед      | Очки       | Место      | Время    | Очки     | Место    | Штраф         | Очки          | Место         | Время   | Очки    | Место   | Результат | Место |
| ----------------- | ------------- | ---------- | ---------- | ---------- | -------- | -------- | -------- | ------------- | ------------- | ------------- | ------- | ------- | ------- | --------- | ----- |
| личное первенство | Давид Свобода |            |            |            |          |          |          |               |               |               |         |         |         |           |       |
| личное первенство | Ян Куф        |            |            |            |          |          |          |               |               |               |         |         |         |           |       |

### Стрельба
В январе 2013 года Международная федерация спортивной стрельбы приняла новые правила проведения соревнований на 2013—2016 года, которые, в частности, изменили порядок проведения финалов. Во многих дисциплинах спортсмены, прошедшие в финал, теперь начинают решающий раунд без очков, набранных в квалификации, а финал проходит по системе с выбыванием. Также в финалах после каждого раунда стрельбы из дальнейшей борьбы выбывает спортсмен с наименьшим количеством баллов. В скоростном пистолете решающие поединки проходят по системе попал-промах. В стендовой стрельбе добавился полуфинальный раунд, где определяются по два участника финального матча и поединка за третье место.
Мужчины
| Соревнование                          | Спортсмены        | Квалификация | Квалификация | Полуфинал     | Полуфинал     | Финал                | Финал                |
| Соревнование                          | Спортсмены        | Результат    | Место        | Результат     | Место         | Соперник/ Результат  | Место                |
| ------------------------------------- | ----------------- | ------------ | ------------ | ------------- | ------------- | -------------------- | -------------------- |
| пневматическая винтовка, 10 метров    | Филип Непейхаль   | 619,9        | 35           | не проводится | не проводится | завершил выступление | завершил выступление |
| винтовка лёжа, 50 метров              | Филип Непейхаль   |              |              | не проводится | не проводится |                      |                      |
| винтовка из трёх положений, 50 метров | Филип Непейхаль   |              |              | не проводится | не проводится |                      |                      |
| трап                                  | Давид Костелецкий | 118          | 5 Q          | 13            | 3 QB          | GBRЭ. Линг П 9:13    | 4                    |

Женщины
| Соревнование                          | Спортсмены      | Квалификация | Квалификация | Полуфинал     | Полуфинал     | Финал                 | Финал                 |
| Соревнование                          | Спортсмены      | Результат    | Место        | Результат     | Место         | Соперник/ Результат   | Место                 |
| ------------------------------------- | --------------- | ------------ | ------------ | ------------- | ------------- | --------------------- | --------------------- |
| пневматическая винтовка, 10 метров    | Никола Мазурова | 414,4        | 18           | не проводится | не проводится | завершила выступление | завершила выступление |
| пневматическая винтовка, 10 метров    | Адела Брунс     | 411,8        | 32           | не проводится | не проводится | завершила выступление | завершила выступление |
| винтовка из трёх положений, 50 метров | Адела Брунс     |              |              | не проводится | не проводится |                       |                       |
| винтовка из трёх положений, 50 метров | Никола Мазурова |              |              | не проводится | не проводится |                       |                       |
| скит                                  | Либуше Ягодова  |              |              |               |               |                       |                       |

### Теннис
Соревнования пройдут на кортах олимпийского теннисного центра. Теннисные матчи будут проходить на кортах с твёрдым покрытием DecoTurf, на которых также проходит и Открытый чемпионат США.
Мужчины
| Соревнование     | Спортсмены                 | 1/32 финала                    | 1/16 финала                                    | 1/8 финала            | Четвертьфинал         | Полуфинал             | Финал                 | Место                 |
| Соревнование     | Спортсмены                 | Соперник Результат             | Соперник Результат                             | Соперник Результат    | Соперник Результат    | Соперник Результат    | Соперник Результат    | Место                 |
| ---------------- | -------------------------- | ------------------------------ | ---------------------------------------------- | --------------------- | --------------------- | --------------------- | --------------------- | --------------------- |
| одиночный разряд | Лукаш Росол                | FRAБ. Пер (16) П 6:3, 3:6, 4:6 | завершил выступление                           | завершил выступление  | завершил выступление  | завершил выступление  | завершил выступление  | завершил выступление  |
| парный разряд    | Лукаш Росол Радек Штепанек | не проводится                  | ESPР. Баутиста Агут / Д. Феррер (8) П 1:6, 4:6 | завершили выступление | завершили выступление | завершили выступление | завершили выступление | завершили выступление |

Женщины
| Соревнование     | Спортсмены                            | 1/32 финала                 | 1/16 финала                                 | 1/8 финала                                 | Четвертьфинал          | Полуфинал                             | Финал                 | Место                 |
| Соревнование     | Спортсмены                            | Соперник Результат          | Соперник Результат                          | Соперник Результат                         | Соперник Результат     | Соперник Результат                    | Соперник Результат    | Место                 |
| ---------------- | ------------------------------------- | --------------------------- | ------------------------------------------- | ------------------------------------------ | ---------------------- | ------------------------------------- | --------------------- | --------------------- |
| одиночный разряд | Петра Квитова (11)                    | HUNТ. Бабош В 6:1, 6:2      | DENК. Возняцки В 6:2, 6:4                   | RUSЕ. Макарова В 4:6, 6:4, 6:4             | UKRЭ. Свитолина (15) : |                                       |                       |                       |
| одиночный разряд | Барбора Стрыцова (16)                 | BELЯ. Викмайер В 7:66, 6:1  | ITAС. Эррани П 2:6, 2:6                     | завершила выступление                      | завершила выступление  | завершила выступление                 | завершила выступление | завершила выступление |
| одиночный разряд | Луция Шафаржова                       | ITAК. Кнапп В 4:6, 6:1, 6:1 | BELК. Флипкенс П 2:6, RET                   | завершила выступление                      | завершила выступление  | завершила выступление                 | завершила выступление | завершила выступление |
| одиночный разряд | Луция Градецкая                       | DENК. Возняцки П 2:6, 2:6   | завершила выступление                       | завершила выступление                      | завершила выступление  | завершила выступление                 | завершила выступление | завершила выступление |
| парный разряд    | Луция Градецкая Андреа Главачкова (6) | не проводится               | UKRО. Савчук/ Э. Свитолина В 7:61, 1:6, 6:4 | CHNПэн Шуай/ Чжан Шуай В 6:4, 6:4          |                        |                                       |                       |                       |
| парный разряд    | Луция Шафаржова Барбора Стрыцова      | не проводится               | USAС. Уильямс/ В. Уильямс (1) В 6:3, 6:4    | CANЭ. Бушар/ Г. Дабровски В 64:7, 6:2, 6:4 |                        | RUSЕ. Веснина/ Е. Макарова П 6:7, 4:6 | За 3-е место          |                       |
| парный разряд    | Луция Шафаржова Барбора Стрыцова      | не проводится               | USAС. Уильямс/ В. Уильямс (1) В 6:3, 6:4    | CANЭ. Бушар/ Г. Дабровски В 64:7, 6:2, 6:4 |                        | RUSЕ. Веснина/ Е. Макарова П 6:7, 4:6 |                       |                       |

### Триатлон
Соревнования по триатлону пройдут на территории форта Копакабана. Дистанция состоит из 3-х этапов — плавание (1,5 км), велоспорт (43 км), бег (10 км).
Женщины
| Соревнование              | Спортсмены       | Плавание | Смена | Велоспорт | Смена | Бег | Итоговое время | Место | Отставание |
| ------------------------- | ---------------- | -------- | ----- | --------- | ----- | --- | -------------- | ----- | ---------- |
| индивидуальное первенство | Вендула Фринтова |          |       |           |       |     |                |       |            |

### Тяжёлая атлетика
Каждый НОК самостоятельно выбирает категорию в которой выступит её тяжелоатлет. В рамках соревнований проводятся два упражнения — рывок и толчок. В каждом из упражнений спортсмену даётся 3 попытки. Победитель определяется по сумме двух упражнений. При равенстве результатов победа присуждается спортсмену, с меньшим собственным весом.
Мужчины
| Категория | Спортсмены | Вес | Рывок | Рывок | Рывок | Толчок | Толчок | Толчок | Всего | Место |
| Категория | Спортсмены | Вес | 1     | 2     | 3     | 1      | 2      | 3      | Всего | Место |
| --------- | ---------- | --- | ----- | ----- | ----- | ------ | ------ | ------ | ----- | ----- |
|           |            |     |       |       |       |        |        |        |       |       |

### Фехтование
В индивидуальных соревнованиях спортсмены сражаются три раунда по три минуты, либо до того момента, как один из спортсменов нанесёт 15 уколов. В командных соревнованиях поединок идёт 9 раундов по 3 минуты каждый, либо до 45 уколов. Если по окончании времени в поединке зафиксирован ничейный результат, то назначается дополнительная минута до «золотого» укола.
Мужчины
| Соревнование          | Спортсмены             | 1/32 финала              | 1/16 финала                   | 1/8 финала           | Четвертьфинал        | Полуфинал            | Финал                | Место |
| Соревнование          | Спортсмены             | Соперник Результат       | Соперник Результат            | Соперник Результат   | Соперник Результат   | Соперник Результат   | Соперник Результат   | Место |
| --------------------- | ---------------------- | ------------------------ | ----------------------------- | -------------------- | -------------------- | -------------------- | -------------------- | ----- |
| индивидуальная шпага  | Иржи Беран (33)        | BRAА. Швантес (32) П 6:8 | завершил выступление          | завершил выступление | завершил выступление | завершил выступление | завершил выступление | 33    |
| индивидуальная рапира | Александр Шупенич (25) | не участвовал            | EGYА. Абуэлькассем (8) П 8:15 | завершил выступление | завершил выступление | завершил выступление | завершил выступление | 26    |